# Włosek poety (wiersz)
Włosek poety – wiersz polskiego poety Tadeusza Różewicza, który w 2016 roku stał się oficjalnym hymnem Światowej Stolicy Książki UNESCO. Tytuł ten nosiła wówczas stolica Dolnego Śląska – Wrocław.
Premiera wykonania hymnu Światowej Stolicy Książki miała miejsce 22 kwietnia 2017 roku na zakończenie kadencji Wrocławia jako Światowej Stolicy Książki UNESCO. Muzykę do wiersza „Włosek poety” skomponował Jan Kanty Pawluśkiewicz. Od tamtego czasu hymn ten jest oficjalną muzyczną wizytówką każdej kolejnej Światowej Stolicy Książki UNESCO. Wiersz „Włosek poety” przetłumaczono na 40 języków świata. Wiersz „Włosek poety” pochodzi z tomu „Uśmiechy”, z wierszami poety z lat 1949–1956.